# Endorphine (film)
Pour l’article homonyme, voir Endorphine.
Pour plus de détails, voir Fiche technique et Distribution.
Endorphine est un film québécois réalisé par André Turpin, sorti en 2015.

## Synopsis
Une jeune adolescente, Simone, réapprend à ressentir à la suite d'un choc émotionnel. Une itération jeune adulte de Simone maintenant aux prises avec un sentiment de culpabilité obsessive, doit confronter l'assassin de sa mère. Finalement, dans sa troisième itération, Simone, dans la soixantaine, physicienne épanouie, donne une conférence sur la nature du temps. Un triptyque onirique de déjà vu.

## Fiche technique
Sources : IMDb et Films du Québec
- Titre original : Endorphine
- Réalisation : André Turpin
- Scénario : André Turpin
- Musique : François Lafontaine
- Conception visuelle : Emmanuel Fréchette (en)
- Costumes : Valérie Bélègou
- Maquillage : Kathryn Casault
- Coiffure : Martin Rivest
- Photographie : Josée Deshaies
- Son : François Grenon, Sylvain Bellemare, Bernard Gariépy Strobl
- Montage : Sophie Leblond
- Production : Luc Déry, Kim McCraw
- Société de production : micro_scope
- Société de distribution : Les Films Christal
- Pays de production :  Canada
- Tournage : juillet et décembre 2014
- Langue originale : français
- Format : couleur — 35 mm
- Genre : drame psychologique
- Durée : 84 minutes
- Dates de sortie :
  - Canada : 
    - 11 septembre 2015 (première à la [[Festival international du film de Toronto 20xx|Modèle:Xxe]] du Festival international du film de Toronto)
    - 27 novembre 2015 (sortie en salle au Québec)
    - 3 mai 2016 (DVD)
- Classification :
  - Québec : 13 ans et plus[3]

## Distribution
- Mylène Mackay : Simone de Koninck à 25 ans
- Sophie Nélisse : Simone à 13 ans
- Lise Roy : Simone à 60 ans
- Monia Chokri : Daphné, la mère de Simone
- Guy Thauvette : monsieur Porter
- Stéphane Crête : Mathieu, le père de Simone
- Anne-Marie Cadieux : hypnothérapeute
- Théodore Chouinard-Pellerin : Grégoire, le cousin de Simone
- Fanny Migneault-Lecavalier : Élie Turing, la voisine
- Emmanuel Schwartz : gardien de sécurité